# Netzwerk (Wirtschaftsprüfung)
Im Bereich der Wirtschaftsprüfung versteht man unter einem Netzwerk das dauerhafte Zusammenwirken rechtlich unabhängiger Wirtschaftsprüfer und/oder Wirtschaftsprüfungsgesellschaften zur gemeinsamen Verfolgung wirtschaftlicher Interessen.

## Rechtliche Grundlagen
Ein Netzwerk wird in Art. 2 Nr. 7 der 8. EU-Richtlinie zur Abschlussprüfung geregelt. Danach handelt es sich um eine auf Kooperation ausgerichtete breitere Struktur, die auf Gewinn- oder Kostenteilung abzielt oder bei der die Mitglieder durch gemeinsame Ressourcen wie Eigentum, Kontrolle, Geschäftsführung, Qualitätssicherungsmaßnahmen oder -verfahren, Geschäftsstrategie, Marke oder wesentliche Teile der fachlichen Ressourcen miteinander verbunden sind. Im deutschen Recht ist die Umsetzung in § 319b HGB erfolgt. Danach liegt ein Netzwerk vor, wenn Personen bei ihrer Berufsausübung zur Verfolgung gemeinsamer wirtschaftlicher Interessen für eine gewisse Dauer zusammenwirken.
Personen können natürliche und juristische Personen deutschen, aber auch ausländischen Rechts sein. Ein Zusammenwirken bei der Berufsausübung kann, muss aber keine gemeinsame Berufsausübung bedeuten. Eine wie auch immer geartete Zusammenarbeit genügt. Die Tätigkeit kann sich auf alle vereinbaren Tätigkeiten erstrecken, neben der Prüfung also auch z. B. auf Steuer-, Unternehmens- und Rechtsberatung. Die Verfolgung gemeinsamer wirtschaftlicher Interessen geht über eine Bürogemeinschaft oder gemeinsame Beteiligungen hinaus. Die Zusammenarbeit muss darauf ausgerichtet sein, den beruflichen Erfolg aller Beteiligten aus der beruflichen Betätigung zu steigern. Sie muss auch von gewisser Dauer sein, Gemeinschaftsprüfungen genügen nicht zur Begründung eines Netzwerkes. In der Praxis erfolgt u. a. die gemeinsame Verwendung einer einheitlichen Marke, die Verwendung einheitlicher Qualitätsstandards und gemeinsame Aus- und Fortbildung.

## Folgen
Prüfer dürfen keine Abschlüsse prüfen, an deren Erstellung Angehörige des gleichen Netzwerkes mitgewirkt haben. Darüber hinaus gibt es weitere Ausschlussgründe, die im Einzelnen in § 319b HGB geregelt sind. Für einige Ausschlussgründe besteht eine widerlegbare Vermutung.

## Motivation
Der Markt für Abschlussprüfungen wird von den Big Four dominiert. Der Hauptgrund dafür ist, dass global tätige Unternehmen an jedem Ort einen Abschlussprüfer benötigen, der nach einheitlichen Standards arbeitet. Um diesen Service ebenfalls anbieten zu können, schließen sich mittelständische Prüfungsgesellschaften zu Netzwerken zusammen.
Auch die Big Four sind international als Netzwerke organisiert. Die Mitgliedsfirmen (in der Regel eine je Land) sind aus Haftungsgründen rechtlich voneinander unabhängig.

## Arten von Netzwerken
Grundsätzlich können drei Arten von Netzwerken unterschieden werden:
- die Netzwerke der Big Four mit einer Gesellschaft pro Land
- Netzwerke größerer mittelständischer Gesellschaften, bei denen eine Gesellschaft über Tochterunternehmen in mehreren Ländern tätig ist, aber außerdem in einem internationalen Netzwerk mitarbeitet (z. B. Rödl & Partner)
- klassische Netzwerke mittelständischer Prüfer, in denen jede einzelne Firma Mitglied ist, wobei es je Land auch mehrere Neztwerkfirmen geben kann. Oft, aber nicht immer wird ein gemeinsamer Markenname der Firma vorangestellt, oder es wird in einem Zusatz auf die Mitgliedschaft im Netzwerk verwiesen, z. B. Warth & Klein Grant Thornton.